# Südostasienspiele 2007/Billard
Bei den Südostasienspielen 2007 in der thailändischen Provinzhauptstadt Nakhon Ratchasima wurden vom 10. bis 14. Dezember 2007 im Sima Thani Hotel 13 Wettbewerbe im Billard ausgetragen.

## Medaillengewinner

### Herren
| Disziplin                | Gold                                                       | Silber                                                 | Bronze                                                  |
| ------------------------ | ---------------------------------------------------------- | ------------------------------------------------------ | ------------------------------------------------------- |
| 6-Red-Snooker Einzel     | Phaithoon Phonbun                                          | Thepchaiya Un-Nooh                                     | Lim Chun Kiat                                           |
| 8-Ball Einzel            | Ronato Alcano                                              | Tey Choon Kiat                                         | Ibrahim Bin Amir                                        |
| 9-Ball Einzel            | Ricky Yang                                                 | Lee Van Corteza                                        | Antonio Gabica                                          |
| 9-Ball Doppel            | Antonio Gabica Marlon Manalo                               | Chan Keng Kwang Toh Lian Han                           | Ibrahim Bin Amir Lee Poh Soon                           |
| English Billiards Einzel | Praprut Chaithanasakun                                     | Thawat Sujaritthurakarn                                | Thway Oo Nay                                            |
| English Billiards Doppel | Oo Kyaw San Oo Aung                                        | Roslan Bin Yurnalis Hong Moh Loon                      | Praprut Chaithanasakun Thawat Sujaritthurakarn          |
| Einband Einzel           | Duong Anh Vu                                               | Nguyen Si Tuong                                        | Tan Kiong An                                            |
| Snooker Einzel           | Moh Keen Hoo                                               | Noppadol Sangnil                                       | Atthasit Mahitthi                                       |
| Snooker Doppel           | Atthasit Mahitthi Phaithoon Phonbun                        | Moh Keen Hoo Yong Kien Foot                            | Benjamin Guevarra James Al Ortega                       |
| Snooker Mannschaft       | Thailand Jantad Pramual Phaithoon Phonbun Noppadol Sangnil | Malaysia Moh Loon Hong Thor Chuan Leong Yong Kien Foot | Singapur Keith E Boon Aun Peter Gilchrist Lim Chun Kiat |

### Damen
| Disziplin            | Gold                | Silber              | Bronze              |
| -------------------- | ------------------- | ------------------- | ------------------- |
| 6-Red-Snooker Einzel | Santhinee Jaisuekul | Basas Mary Ann      | Iris Ranola         |
| 8-Ball Einzel        | Angeline Ticoalu    | Santhinee Jaisuekul | Rubilen Amit        |
| 9-Ball Einzel        | Rubilen Amit        | Angeline Ticoalu    | Santhinee Jaisuekul |

## Medaillenspiegel
| Platz  | Land        | Gold | Silber | Bronze | Gesamt |
| ------ | ----------- | ---- | ------ | ------ | ------ |
| 1      | Thailand    | 5    | 4      | 3      | 12     |
| 2      | Philippinen | 3    | 2      | 4      | 9      |
| 3      | Indonesien  | 2    | 1      | 1      | 4      |
| 4      | Malaysia    | 1    | 3      | 2      | 6      |
| 5      | Vietnam     | 1    | 1      | 0      | 2      |
| 6      | Myanmar     | 1    | 0      | 1      | 2      |
| 7      | Singapur    | 0    | 2      | 2      | 4      |
| Gesamt | Gesamt      | 13   | 13     | 13     | 39     |